# Pseudois
Bharal
Genre
Le genre Pseudois regroupe une espèce de caprin appelée bharal habitant les hautes montagnes d'Asie (Himalaya…).

## Espèce et mensuration
Il n'existe qu'une seule espèce de Bharal (le petit bharal, anciennement Pseudois Schaeferi a été redéfini comme conspécifique avec P. nayaur à la suite d'une analyse génétique de 2012) :
- Pseudois nayaur Hodgson, 1833 - Grand bharal ou Mouton bleu
  - Taille : 115 à 165 cm
  - Hauteur au garrot : 75 à 90 cm
  - Poids : 55 à 73 kg
  - Cornes : jusqu'à 80 cm
  - Queue : 10 à 20 cm

## Répartition
Le grand bharal (Pseudois nayaur) vit au Bhoutan, en Chine, en Inde, au Népal, au Pakistan, au Tadjikistan et au Tibet. Ils vivent entre 1 000 et 5 500 mètres d'altitude. Les bharals sont néanmoins rares et sont vulnérables.

## Comportement
Le comportement des bharals est semblable à celui des bouquetins et des mouflons à manchettes. Ils sont herbivores. Les mâles vivent séparément, excepté pendant la période nuptiale ; les femelles vivent en groupes.

## Pseudois Schaederi
Le bharal nain était une variante unique du bharal autrefois considérée comme une espèce ou une sous-espèce distincte.
Le bharal nain (Pseudois schaeferi selon une ancienne classification), également appelé rong-na en tibétain, était supposé être une espèce de Pseudois endémique du Sichuan et du Tibet, en Chine. Il semblait habiter les pentes herbeuses, arides et basses de la haute gorge du Yangtsé, dans le comté de Batang (province du Sichuan), ainsi qu’une petite partie de la région autonome du Tibet.
Il se distinguait principalement du bharal par sa taille : les mâles adultes pesaient environ 35 kg, soit la moitié du poids d’un bharal classique. Il présentait également moins de dimorphisme sexuel, les femelles des deux espèces étant très similaires. Son pelage était décrit comme gris acier avec des reflets argentés, d’une couleur générale plus foncée que celle du bharal. Les cornes des mâles étaient plus petites, plus fines et plus droites, sans courbure vers l’intérieur.
En 2000, on estimait qu’il ne restait que 200 individus, ce qui a conduit l’UICN à le classer comme une sous-espèce de P. nayaur (P. n. schaeferi) et à le placer sur sa liste rouge des espèces en danger.
Cependant, une analyse génétique menée en 2012 sur les bharals de Chine n’a trouvé aucune preuve qu’il s’agissait d’une espèce ou d’une sous-espèce distincte. Au contraire, les résultats suggèrent qu’il s’agit simplement d’une variante morphologique de P. n. szechuanensis, une sous espèce de P. Nayaur. La Société américaine des mammalogistes suit également cette conclusion et considère désormais P. schaeferi comme conspécifiques avec P. nayaur,,.